# Anna Jesień
Anna Marta Jesień-Olichwierczuk, född den 10 december 1978, är en polsk friidrottare (häcklöpare) som specialiserat sig på 400 meter häck. 
Jesień har deltagit i tre olympiska spel 2000, 2004 och 2008. Efter att ha misslyckades både 2000 och 2004 med att ta sig till final blev hon vid OS 2008 femma på tiden 54,29. 
Bättre facit har hon från världsmästerskap där hennes bästa placering är en tredjeplats från VM 2007 i Osaka. Vid VM 2005 slutade hon på fjärde plats. 
Jesień blev bronsmedaljör på 400 meter häck vid EM 2002 i München men slutade utanför prispallen vid EM 2006 i Göteborg där det blev en sjätte plats. Vid både EM 2002 och 2006 sprang hon i det polska stafettlag på 4 x 400 meter som slutade tredje plats. 

## Personliga rekord
- 400 meter - 51,74
- 400 meter häck - 53,86